# Teletrasporto (Star Trek)
(James Tiberius Kirk)

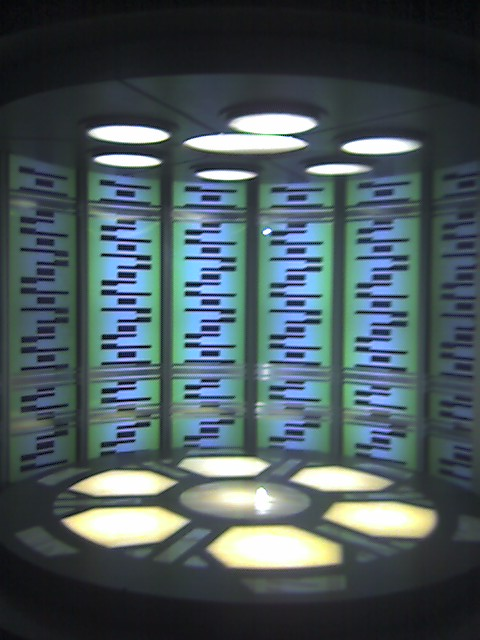
La sala teletrasporto della nave stellare Enterprise D, in Star Trek: The Next Generation

Un teletrasporto è un dispositivo immaginario dell'universo fantascientifico di Star Trek, che consente il trasporto istantaneo di materia (organica e non) da un punto ad un altro. Il teletrasporto funziona grazie alla conversione di materia in energia, quindi la materia che compone una persona o un oggetto viene convertita in energia, processo chiamato dematerializzazione, viene irradiata verso il punto di destinazione, dove viene riconvertita in materia, processo chiamato rimaterializzazione.  Quando questo processo non avviene con successo si verifica quello che viene definito "incidente di teletrasporto".
Secondo quanto riportato su The Making of Star Trek, nei piani originali del creatore di Star Trek Gene Roddenberry non era incluso il teletrasporto: i personaggi sarebbero sbarcati con la nave stessa. Questa soluzione, tuttavia, avrebbe richiesto set poco pratici e molto costosi, riprese con modelli in stop motion, ed in più tempo per mostrare le fasi di atterraggio e decollo della nave. Un'idea successiva fu quella di impiegare una navetta, ma il modello a grandezza naturale non fu realizzato in tempo per l'inizio delle riprese dell'episodio pilota. Il teletrasporto fu concepito come alternativa meno costosa, realizzato grazie all'uso degli effetti di dissolvenza su un soggetto. Il primo teletrasporto appare nell'episodio pilota della serie originale Lo zoo di Talos (The Cage). L'effetto speciale del teletrasporto fu creato per mezzo di una telecamera capovolta filmando al rallentatore della polvere di alluminio retroilluminata lasciata cadere tra la telecamera e uno sfondo nero; successivamente l'effetto verrà realizzato con animazioni generate al computer.
In ‘Star Trek: The Next Generation’ Technical Manual viene riportato che le tre barre luminose sensibili al tocco della consolle di teletrasporto dell'Enterprise D era un omaggio alla serie classica in cui la consolle duotronica di teletrasporto dell'Enterprise originale era dotata di tre cursori.
Nell'agosto del 2008, il fisico Michio Kaku sul Discovery Channel Magazine ha predetto che un dispositivo di teletrasporto simile a quelli visti in Star Trek potrebbe essere inventato entro 100 anni. Studenti di fisica dell'Università di Leicester hanno calcolato che per "trasportare" solo le informazioni genetiche di una singola cellula umana, non la posizione degli atomi, ma solo la sequenza genetica, insieme ad uno "stato mentale", potrebbero volerci 4,850 trilioni di anni, presumendo una lunghezza di banda delle microonde a 30 gigahertz. Uno studio svolto da Eric Davis per il laboratorio di ricerca dell'aeronautica militare statunitense sulla tecnologia di teletrasporto speculativo mostra che per dematerializzare un corpo umano riscaldandolo fino a più di un milione di volte la temperature del nucleo del sole, in modo tale che i quark perdano la loro energia di legame e diventino senza massa e possano essere teletrasportati alla velocità della luce, che si avvicina alla fisica impiegata nel dispositivo di teletrasporto mostrato in Star Trek, potrebbe richiedere l'equivalente di 330 megatoni di energia. Soddisfare le esigenze di immagazzinamento e trasmissione delle informazioni richiederebbe che le attuali capacità informatiche continuino a migliorare di un fattore da 10 a 100 volte per i prossimi 200-300 anni.

## Descrizione

### Storia
Nella serie Star Trek: Enterprise, viene detto che il teletrasporto è stato inventato nei primi anni del XXII secolo dal Dottor Emory Erickson, che è stato anche il primo umano ad essere teletrasportato con successo. Anche se l'Enterprise (NX-01) è dotata di un teletrasporto, non viene usato dal suo equipaggio per spostare organismi viventi da un punto a un altro (Reed parlandone con Mayweather afferma di aver sentito dire al capitano Jonathan Archer che non ci avrebbe nemmeno fatto entrare il suo cane); generalmente preferiscono usare le navette o altri modi di trasporto possibili o realizzabili. Questa tecnologia è rara: gli Andoriani, dotati di una tecnologia sotto molti aspetti superiore a quella della Flotta Astrale, dichiarano esplicitamente di non esserne in possesso; sempre nella stessa serie, un gruppo di alieni estremisti religiosi che prende il controllo della nave e non ha alcuna conoscenza della tecnologia di teletrasporto, al punto che quando il leader degli alieni insiste sulla necessità di sacrificare un membro dell'equipaggio, Archer, offertosi volontario, viene creduto sulla parola quando afferma che il dispositivo di teletrasporto disintegra la materia invece che trasportarla. Nella serie classica l'equipaggio dell'Enterprise del XXIII secolo usa frequentemente il teletrasporto. Nel XXIV secolo, viaggiare con il teletrasporto è affidabile tanto da divenire «il modo più sicuro di viaggiare».
In un episodio di Star Trek: Deep Space Nine, i cadetti della Accademia della Flotta Stellare ricevono razioni per il teletrasporto e la famiglia di Sisko lo ha impiegato per fare il trasloco in una nuova casa.
Nonostante il suo frequente uso, alcuni personaggi come il Dottor Leonard McCoy della serie classica e la Dottoressa Katherine Pulaski della serie The Next Generation sono riluttanti a usarlo. Anche il tenente Reginald Barclay esprime la sua profonda paura del teletrasporto.

### Tipi
Esistono diversi tipi di teletrasporto:
- Cargo
- A risoluzione quantica
- Di emergenza

Il primo è certificato solo per il trasporto di oggetti inanimati, in quanto per risparmiare energia e buffer la risoluzione non è in grado di riprodurre la materia fedelmente, e pertanto ucciderebbe qualunque essere vivente.
Il secondo è invece certificato per il trasporto delle persone, in quanto la risoluzione arriva fino a livello quantico, permettendo una ricostruzione esatta.
E il terzo, quello di emergenza, serve solo in casi estremi ed è a senso unico, ovvero funziona solo in uscita, per fare evacuare quante più persone possibili. Inoltre può essere usato per teletrasportare direttamente da un posto a un altro, senza passare per la sala teletrasporto. Per contro ha una portata molto più limitata di quello a risoluzione quantica.

### Operazioni del teletrasporto
A causa della criticità di alcune operazioni del trasporto, le regole operative della Flotta Stellare richiedono la costante presenza di un ufficiale per la supervisione di ogni fase delle operazioni.
Nelle esemplificazioni che seguono viene considerata solamente una fase di sbarco da una sala di teletrasporto a una destinazione remota. Altri tipi di operazioni implicano delle modifiche alle sequenze di seguito indicate.
Scan della destinazione e acquisizione delle coordinateDurante questa prima fase il sistema di teletrasporto acquisisce le coordinate di destinazione. Gli scanner verificano il movimento relativo del luogo di destinazione, la distanza e la presenza di condizioni ambientali favorevoli al personale trasportato. Durante questa fase viene eseguita una serie di verifiche diagnostiche di ogni singola parte del sistema per assicurare un corretto funzionamento dell'apparato.
Energizzazione e smaterializzazioneGli scanner molecolari ricavano in tempo reale un'immagine a risoluzione quantica del soggetto da trasportare, mentre le bobine principali e le bobine di transizione di fase convertono il soggetto in un flusso di materia disintegrata a livello subatomico.
Compensazione Doppler nel pattern bufferIl flusso di materia viene immagazzinato nel pattern buffer, che permette al sistema di compensare lo spostamento Doppler tra la nave e il luogo di destinazione. Il pattern buffer funge anche da dispositivo di sicurezza in caso di malfunzionamento, permettendo la rimaterializzazione del soggetto in un'altra unità di teletrasporto della nave.
Trasmissione del flusso di materiaIl flusso di materia viene trasmesso dagli emettitori della nave verso il luogo di destinazione.

### Cilindro di test
Il cilindro di test è un dispositivo che la Flotta Stellare utilizza per effettuare i test del teletrasporto. Ha una matrice molecolare mutevole per simulare tutti i composti organici e inorganici.

### Funzionamento e limitazioni
Nelle serie televisive e nei film non sono stati dati molti dettagli sulla tecnologia di teletrasporto. Il libro Star Trek: The Next Generation Technical Manual afferma che il dispositivo trasporta oggetti in tempo reale, con precisione al livello quantico. Nella serie The Next Generation si specifica che la durata di un teletrasporto in condizioni insolite sia di «[...] quattro o cinque secondi, circa il doppio della normale durata»: da questo possiamo calcolare che la durata di un tipico teletrasporto sia dai 2 ai 2,5 secondi o anche inferiore. I compensatori di Heisenberg rimuovono l'indeterminazione nelle misurazioni subatomiche, rendendo possibile il viaggio con il teletrasporto. Nel teletrasporto è installato un buffer degli schemi per permettere di operare con un certo grado di libertà nel processo. Quando è stato chiesto dalla rivista Time al consulente tecnico di Star Trek Michael Okuda come funzionassero i compensatori di Heiseberg, questi rispose: «Funzionano bene, grazie».
Secondo quanto riportato nella guida per gli sceneggiatori della serie classica, l'effettiva portata del teletrasporto è di 40000 chilometri, sebbene spessi strati di roccia possono ridurne la portata. Nel periodo storico della serie classica (XXIII secolo) sembra comunque che la portata massima del teletrasporto sia in realtà di circa 30000 chilometri, limite che viene però menzionato essere di 40000 chilometri nella serie Star Trek: Enterprise. Le operazioni di teletrasporto vengono disturbate o evitate in presenza di metalli densi, brillamenti solari e altre forme di radiazioni, incluse quelle elettromagnetiche e quelle nucleoniche, e sono influenzate dalle tempeste di ioni. Un teletrasporto in corso può essere fermato anche da poteri telecinetici e dalla forza bruta.
Verso la fine della serie The Next Generation viene mostrato un pericoloso "teletrasporto subspaziale" sperimentale, capace di teletrasportare fino a distanze interstellari.
Il teletrasporto della Flotta Stellare include un bio-filtro che ha la funzione di rimuovere microbi e virus nel corso della sequenza di teletrasporto di un individuo. Nel corso dello svolgimento di The Next Generation, il teletrasporto viene dotato anche di un dispositivo in grado di neutralizzare le armi nel corso della sequenza di teletrasporto. Il teletrasporto può anche essere impiegato con scopi tattici, quali teletrasportare una granata fotonica o un siluro fotonico in luoghi distanti e farli detonare, e per distruzione completa di oggetti. In un episodio della serie classica viene menzionato il fatto che i Vendikar materializzano delle bombe a fusione sopra bersagli del pianeta nemico Eminiar VII nel corso di una teorica guerra al computer.
Ogni volta che una persona o un oggetto viene teletrasportato, il dispositivo crea una matrice (un file di memoria) di ciò che sta trasportando: queste matrici vengono impiegate per riportare la persona o l'oggetto alla sua forma originale quando questa subisce un'alterazione, come ad esempio nell'episodio di The Next Generation Selezione innaturale. Queste matrici vengono impiegate almeno una volta in ogni serie di Star Trek, per il momento con l'eccezione di Star Trek: Discovery.
In vari episodi di Star Trek: Deep Space Nine e di Star Trek: Voyager sono stati mostrati due dispositivi anti-teletrasporto: gli inibitori di teletrasporto e i disturbatori di teletrasporto. Gli inibitori impediscono al raggio di teletrasporto di "agganciarsi" a qualunque cosa a cui questo dispositivo viene collegato, o nel raggio di azione dello stesso. I disturbatori distorcono lo schema di ciò che si sta trasportando, rimescolando letteralmente gli atomi nel corso dell'operazione di rimaterializzazione, provocando la distruzione degli oggetti inanimati e uccidendo gli esseri viventi, rimaterializzando una massa caotica di tessuto biologici.
Le operazioni di teletrasporto sono limitate anche quando il punto d'origine o/e il punto di destinazione si muovono a velocità di curvatura. Nella serie The Next Generation si è reso necessario un teletrasporto a "lungo raggio" o "quasi curvatura" poiché il raggio di teletrasporto non riusciva a penetrare il capo di curvatura. L'Enterprise D, per lasciare sul pianeta Gravesworld una squadra di sbarco e allo stesso tempo rispondere a un segnale di soccorso, è dovuta uscire dalla curvatura solo per un tempo sufficiente ad azionare il raggio di teletrasporto. L'ingegnere capo Geordi La Forge ha condotto personalmente questa delicata operazione, che implicava la compensazione data dal moto relativistico della nave. Dopo la rimaterializzazione, il consigliere Deanna Troi commenta che per un attimo si è sentita intrappolata in un muro nelle vicinanze, al che Worf le risponde: «Per un momento, lo era». In episodi successivi viene confermato che il teletrasporto può funzionare a velocità di curvatura solo se sia l'origine che la destinazione si stanno muovendo alla stessa velocità. Nel film Star Trek del 2009, Kirk e Scott si teletrasportano sull'Enterprise mentre questa sta viaggiando a curvatura; il film è ambientato in una linea temporale alternativa, non influenzando il canone.
Nel suo libro La fisica di Star Trek, dopo aver spiegato la differenza tra il trasporto di informazioni e il trasporto degli atomi reali, Krauss nota che «Gli sceneggiatori di Star Trek sembrano non aver mai chiarito che cosa vogliono esattamente che il teletrasporto faccia. Il teletrasporto invia gli atomi e le informazioni o solo le informazioni?». Inoltre nota che, secondo la definizione canonica di teletrasporto, il primo sia il caso, ma tale definizione è incoerente con diverse delle applicazioni che coinvolgono il teletrasporto, in particolare per quel riguarda gli incidenti, nei quali sembra che sia coinvolto solo un trasporto di informazioni, per esempio il modo in cui Kirk viene diviso in due versioni o il modo in cui similmente William Riker viene diviso in due versioni. Krauss spiega che «Se il teletrasporto trasporta sia un flusso di materia che segnale d'informazioni, questo fenomeno di scissione è impossibile. Il numero di atomi con cui è terminato il processo deve essere uguale a quello con cui è iniziato. Non c'è un modo possibile di replicare le persone in questo modo. D'altro canto, se fossero trasportate solo informazioni, si può immaginare che combinandole con degli atomi che possono essere immagazzinati a bordo di una nave stellare questo possono fare tutte le copie che si vuole di un singolo individuo».

#### Casi particolari
Una particolare procedura di emergenza nota come «teletrasporto alla cieca» (in inglese blind beam-out) prevede che tutte le forme di vita di un'area predefinita vengano trasportate via dall'area come gruppo anziché isolare ogni singola forma di vita prima dell'operazione di teletrasporto.
Una nave che viaggia a curvatura può teletrasportare una persona che non si trova a velocità di curvatura sincronizzando l'ACB (Annular Confinement Beam, Raggio Anulare di Confinamento) con la frequenza del nucleo di curvatura. Questa procedura viola i protocolli di sicurezza della Flotta Stellare.
Per bloccare gli scanner di puntamento del teletrasporto, si può creare un campo di smorzamento localizzato. Per superare tale problema, si possono reinizializzare gli scanner di puntamento per metterlo in fase con tale campo, però il campo di smorzamento disturba il raggio di teletrasporto. Mettendo in fase la configurazione di frequenza con il campo di smorzamento è possibile effettuare il teletrasporto.
Il protocollo di teletrasporto codice 5 rimuove le armi durante il teletrasporto. Il protocollo di teletrasporto codice 14 comporta invece la distruzione dell'oggetto da teletrasportare.
In due occasioni si è assistito a un caso di teletrasporto fetale. In un episodio della serie Deep Space Nine, Keiko O'Brien è incinta del secondo figlio e rimane seriamente ferita nel corso di una missione con una navetta. Il dottor Bashir è stato costretto a trasferire il feto dal corpo di Keiko a quello di Kira Nerys, l'unica altra donna disponibile. Un secondo caso si verifica nella serie Star Trek: Voyager, durante il parto del guardiamarina Wildman. A un certo punto la bambina si mette in una posizione non cefalica e i "cornini" sul cranio entrano a contatto con la parete uterina; il medico olografico della Voyager sconsiglia di riposizionare la bambina per evitare danni neurologici, così tenta la strada del teletrasporto fetale. La bambina viene estratta senza particolari problemi anche se il teletrasporto porterà a uno squilibrio emocitemico.
Un'altra procedura particolare di teletrasporto è il teletrasporto scheletrico. B'Elanna Torres non trova il segnale del comunicatore del comandante Chakotay e suggerisce un teletrasporto scheletrico. Il teletrasporto scheletrico si "aggancia" ai minerali del tessuto osseo e ciò rende possibile teletrasportare una persona.

#### Incidenti di teletrasporto
A parte le influenze esterne che causano malfunzionamenti nelle normali operazioni di teletrasporto, è noto che la stessa tecnologia occasionalmente fallisce, causando lesioni gravi o spesso la morte di chi viene trasportato. Dimostrazione di questo si vede nel film del 1979 che ha fatto sbarcare la saga al cinema Star Trek (1979) quando un malfunzionamento dei circuiti dei sensori di teletrasporto causa la perdita di segnale non consentendo all'Enterprise terminare con successo il teletrasporto di due individui; la stazione della Flotta Stellare da cui era partito il teletrasporto non è in grado di riportali indietro. Il sistema di teletrasporto tenta la rimaterializzazione con il poco segnale disponibile e, nonostante gli sforzi di Kirk e Scott, il sistema fallisce ed entrambi i soggetti scompaiono dalla pedana di teletrasporto per ricomparire, orribilmente smembrati, alla stazione spaziale.
Nella serie Star Trek: Enterpriseil membro dell'equipaggio Novakovich in crisi psicotica viene teletrasportato a bordo dell'Enterprise NX-01 dalla superficie di un pianeta da un dispositivo ancora sperimentale, nel corso di un violento ciclone. Dopo la rimaterializzazione a bordo, egli è incosciente e ha rocce, foglie e altri detriti della superficie del pianeta conficcati nella pelle.
Nella serie classica al termine di una infruttuosa missione diplomatica con il consiglio Halkan, il capitano Kirk, il dottor McCoy, Uhura e altri membri dell'equipaggio vengono teletrasportati a bordo, ma a causa di un malfunzionamento del dispositivo dovuto a una tempesta di ioni si rimaterializzano su un'Enterprise alternativa (nell'universo dello specchio) prendendo il posto delle loro controparti.
Nel corso della serie The Next Generation la tecnologia di teletrasporto è stata considerevolmente migliorata, con la conseguenza della quasi eliminazione degli incidenti. La Forge afferma che non ci sono stati che due o tre incidenti di teletrasporto nel corso degli ultimi dieci anni. Inoltre il capo O'Brien afferma che ogni singola pedana di teletrasporto è dotata di quattro scanner ridondanti (nel caso in cui uno scanner si guasti subentrano gli altri tre) e che non ha mai perso nessuno che abbia teletrasportato nella sua esperienza ventennale di operatore al teletrasporto.
Un altro incidente col teletrasporto si ha quando nella serie The Next Generation Picard, Ro Laren, Guinan e Keiki O'Brien vengono teletrasportati da una navetta e rimaterializzati preadolescenti nei loro vestiti da adulti; il "flusso di materia" in arrivo ha avuto un calo di massa commisurato, tant'è che l'operatore inizialmente aveva pensato che la riduzione di massa significasse la perdita di un individuo.
Nella serie Star Trek: Voyager un incidente di teletrasporto combina i tratti fisici e caratteriali del tenente Tuvok e di Neelix in un singolo essere che indossa un mix dell'uniforme del primo e degli abiti del secondo. Questo nuovo individuo prende il nome di Tuvix; da notare che questi ha una massa equivalente a quella di Tuvok e Neelix combinati. Quando più avanti nel corso dell'episodio i due vengono separati, sia Neelix che Tuvok indossano l'uniforme della Flotta Stellare.

#### Restrizioni tecnologiche e scientifiche
Mentre diversi personaggi affermano che non è possibile il teletrasporto attraverso gli scudi di una nave o attraverso gli scudi di difesa planetaria, ci sono dei casi in cui questa "regola" viene infranta attraverso soluzioni technobabble o ignorata dagli sceneggiatori. Il TNG Technical Manual, non canonico, descrive come un'astronave sia in grado di creare delle "finestre" nella geometria dello scudo attraverso la quale un raggio di teletrasportato può propagarsi, a discapito del campo difensivo della nave dove vengono creati dei punti deboli.
Nel film Star Trek II - L'ira di Khan (Star Trek II: The Wrath of Khan, 1982), il viceammiraglio James T. Kirk e il tenente Saavik affrontano una conversazione nel corso di una rimaterializzazione. Nel film Rotta verso la Terra (Star Trek IV: The Voyage Home, 1986), la dottoressa Gillian Taylor salta nel raggio di teletrasporto di Kirk nel corso di una dematerializzazione, e viene rimaterializzata senza nessun apparente effetto sulla sua salute. Ciò è probabilmente dovuto al "raggio di confinamento anulare", un componente del teletrasportato che viene menzionato in vari episodi televisivi e che ha lo scopo di mantenere i modelli separati l'uno dall'altro. Nello stesso film, Spock viene teletrasportato su una nave occultata mentre cammina.
Secondo il TNG Technical Manual, il teletrasporto non può spostare l'antimateria, ma in un doppio episodio di Star Trek: Voyager la Voyager teletrasporta un siluro fotonico attivo armato con antimateria su una nave Borg. Anche in un episodio della serie classica, Kirk con un altro membro dell'equipaggio si teletrasporta sulla superficie di un pianeta con una bomba ad antimateria. Nella serie animata l'Enterprise teletrasporta un pezzo di antimateria in una camera di stasi.

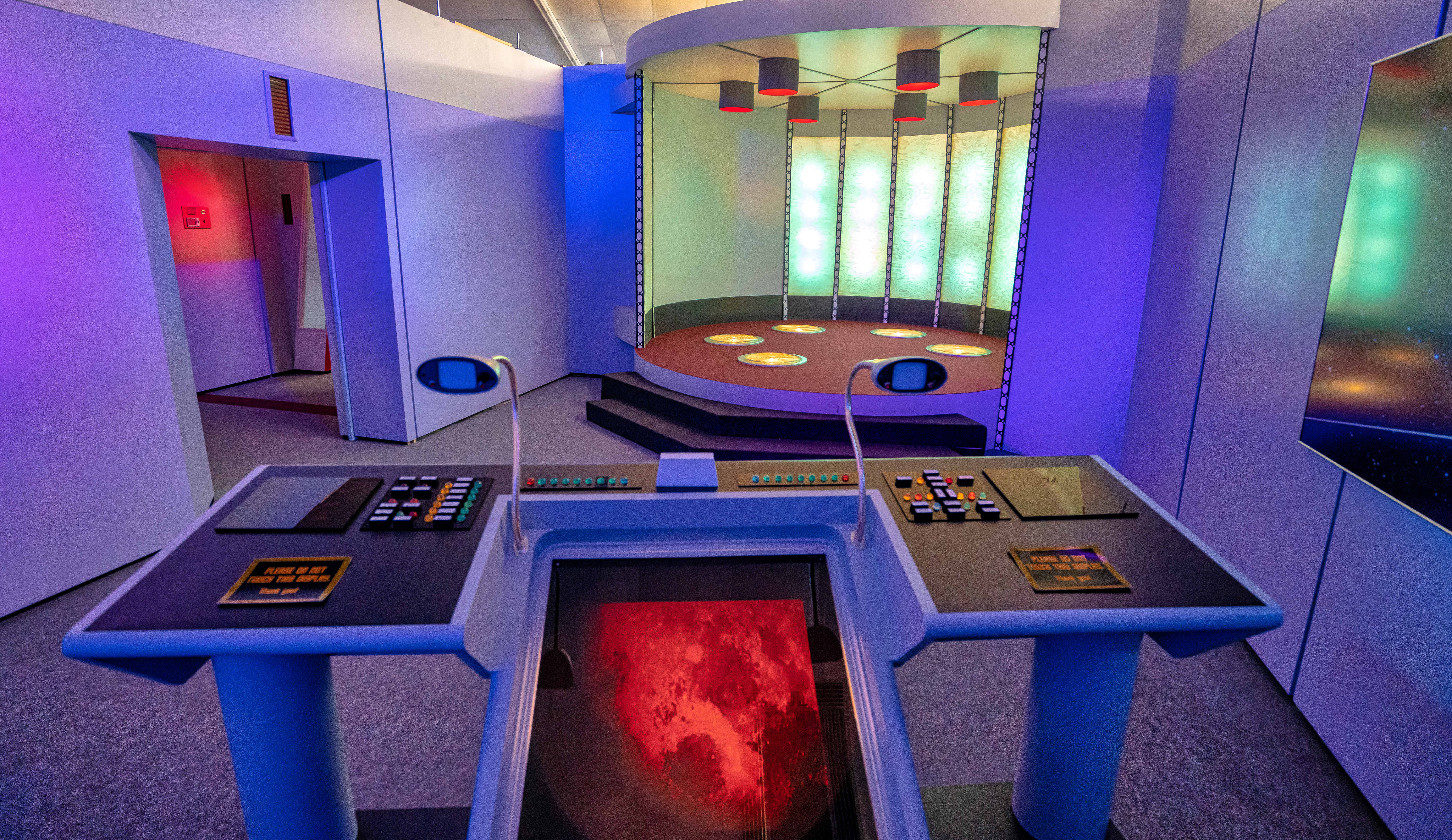
Ricostruzione grafica della sala di teletrasporto a bordo dell'USS Enterprise al comando del Capitano Pike nell'episodio pilota

Nella serie classica, per effettuare un teletrasporto era necessaria una sala teletrasporto. Spock e Scott dicono che effettuare un trasporto da punto a punto a bordo della nave potrebbe essere rischioso in quanto si poteva essere teletrasportati su di un ponte o all'interno di una paratia, rimanendo bloccati al suo interno. Comunque, apparentemente, sono presenti delle misure di sicurezza per evitare che le persone vengano teletrasportate in ambienti ostili, come sott'acqua o in un pozzo di lava, sebbene sia possibile ignorare queste misure; ad esempio, nella serie classica due membri della sicurezza vengono teletrasportati nello spazio aperto.
Nelle successive serie, comunque, la sala teletrasporto sembra divenire per lo più obsoleta, nonostante l'attrezzatura impiegata. Vengono mostrati i personaggi che attivano il teletrasporto da consolle ordinarie e teletrasportarsi da un punto a un altro senza apparenti problemi. Allo stesso modo l'operatore principale può inviarli dovunque con facilità. Una possibile spiegazione di questo viene data nel Star Trek: Deep Space Nine Technical Manual, dove, per i teletrasporti da punto a punto, l'operazione dovrebbe impiegare il doppio dell'energia necessaria per un'operazione classica da o verso la sala teletrasporto, in quanto un soggetto verrebbe inviato al teletrasporto, qui la matrice creata verrebbe archiviata, e infine dirottata alla destinazione finale. Inoltre, ci sono sei pedane circolari generalmente presenti su una piattaforma di teletrasporto, dove i soggetti si preparano per l'operazione, ma queste non sembrano essere di alcuna limitazione all'hardware per il trasporto, pur se limitate fino a sei persone. Le persone possono essere trasportate con altre persone, all'interno di opportuni contenitori o insieme ad animali e/o altri oggetti.
Nei dialoghi di Star Trek: Deep Space Nine si indica l'esistenza di un dispositivo portatile di teletrasporto, ma esso non viene mostrato. In The Next Generation viene mostrato un bracciale per il teletrasporto di emergenza che, sebbene sia un dispositivo portatile, serve solo a interfacciarsi con un vero teletrasporto in remoto. A confondere ancor di più le cose, nel film Star Trek - La nemesi, viene mostrato il prototipo di una "unità di teletrasporto d'emergenza", mentre in un episodio della serie Voyager Tom Paris usa un teletrasporto portatile.
Nella serie classica, le persone appaiono immobilizzate durante il teletrasporto, per consentire la realizzazione degli effetti speciali, con l'eccezione di Kirk in un episodio. Comunque, da The Next Generation in avanti, i personaggi si possono muovere all'interno del raggio di confinamento del teletrasporto nel corso dello stesso, anche se ciò viene mostrato raramente. Le persone teletrasportate sono in grado talvolta di percepire il funzionamento del dispositivo durante il trasferimento. In un episodio della serie classica il teletrasporto dell'Enterprise ha un malfunzionamento mentre Scott viene teletrasportato dalla Constellation all'Enterprise e, a causa di una perdita di potenza, la matrice dell'ingegnere viene quasi persa nel trasporto. Appena rimaterializzato con successo, un preoccupato Scott chiede lumi all'operatore del teletrasporto e ordina di spegnere il dispositivo per una riparazione d'emergenza. 
Alcune specie non usano il teletrasporto per diverse ragioni. Per esempio, nella prima apparizione dei Trill questi non possono essere teletrasportati una volta uniti a un simbionte. Sembra che, a causa del fatto che il dispositivo rilevi il simbionte, il biofiltro lo rimuova, scambiandolo per un parassita o un'infezione nel corpo dell'ospite. Odan, l'ospite Trill in questo episodio, è riluttante a dire perché non volesse essere teletrasportato e diviene evidente che lui ha un simbionte impiantato solo quando questi viene ferito. Tutto l'equipaggio dell'Enterprise D reagisce come se non avesse mai avuto in precedenza contatti con quella specie. Più avanti nelle serie successive (Star Trek: Deep Space Nine) appare evidente che i Trill lavorano per la Federazione già da diverso tempo e che il problema con teletrasporto è superato.

## Nella cultura di massa
La frase fatta o tormentone inglese "Beam me up, Scotty", impiegata in molte serie televisive come citazione di Star Trek, si riferisce al fatto che nel corso della serie originale il dispositivo di teletrasporto è spesso azionato dal capo ingegnere Montgomery Scott. In realtà questa frase non è mai stata pronunciata da nessun personaggio all'interno della serie, anche se le frasi "Scotty, beam us up" and "Beam me up" sono talvolta usate dal capitano Kirk. La frase "Scotty, beam me up" è stata detta dall'ammiraglio Kirk nel film Rotta verso la Terra. Nel commento testuale, presente nell'edizione speciale del DVD del suddetto film, di Michael e Denise Okuda (co-autori della The Star Trek Encyclopedia e della  The Star Trek Chronology: The History of the Future) quest'ultimo indica che questa frase è quella che si avvicina di più al tormentone che chiunque abbia usato in una delle produzioni ufficiali di Star Trek.